# Estland op het Eurovisiesongfestival 2000
Estland nam deel aan het Eurovisiesongfestival 2000 in Stockholm, Zweden. Het was de 6de deelname van het land op het Eurovisiesongfestival. De selectie verliep via het jaarlijkse Eesti Laul, waarvan de finale plaatsvond op 5 februari 2000. ETV was verantwoordelijk voor de Estse bijdrage voor de editie van 2000.

## Selectieprocedure
De nationale finale vond plaats op 5 februari 2000 in de studio's van de nationale omroep in Tallinn en werd gepresenteerd door Marko Reikop.
In totaal deden er 10 artiesten mee aan deze nationale finale. 
De winnaar werd bepaald door een internationale jury.
| Volgorde | Artiest                    | Lied                     | Punten | Plaats |
| -------- | -------------------------- | ------------------------ | ------ | ------ |
| 1        | Maian Kärmas               | "Mõistus ja tunded"      | 68     | 4      |
| 2        | White Satin                | "Church of Love"         | 42     | 9      |
| 3        | Ines                       | "Kuulatan su ootamist"   | 43     | 8      |
| 4        | Sarah & Lea                | "Sunshine"               | 36     | 10     |
| 5        | Maian Kärmas               | "One Sweet Moment"       | 57     | 5      |
| 6        | Hedvig Hanson & Mac McFall | "When We're Flying High" | 77     | 2      |
| 7        | Siiri Sisask               | "Goodnight"              | 45     | 6=     |
| 8        | Kate                       | "Verevend"               | 45     | 6=     |
| 9        | Ines                       | "Once in a Lifetime"     | 98     | 1      |
| 10       | Evelin Samuel              | "Over the Water Blue"    | 69     | 3      |

## In Stockholm
In Zweden moest Estland aantreden als 4de, net na het Verenigd Koninkrijk en voor Frankrijk. Op het einde van de puntentelling bleek dat ze op een 4de plaats waren geëindigd met 98 punten. 
Nederland en België hadden respectievelijk 7 en 2 punten over voor deze inzending.

### Gekregen punten

#### Finale
| 12 punten             | 10 punten                                      | 8 punten     | 7 punten                      | 6 punten                                        |
| --------------------- | ---------------------------------------------- | ------------ | ----------------------------- | ----------------------------------------------- |
|                       | - Letland                                      | - Finland    | - Ierland - Malta - Nederland | - Cyprus - Israël - Kroatië - Roemenië - Zweden |
| 5 punten              | 4 punten                                       | 3 punten     | 2 punten                      | 1 punt                                          |
| - Duitsland - IJsland | - Denemarken - Noorwegen - Verenigd Koninkrijk | - Oostenrijk | - België - Turkije            |                                                 |

### Punten gegeven door Estland
Punten gegeven in de finale:
| 12 punten | Letland             |
| 10 punten | Rusland             |
| 8 punten  | Denemarken          |
| 7 punten  | Finland             |
| 6 punten  | IJsland             |
| 5 punten  | Zweden              |
| 4 punten  | Ierland             |
| 3 punten  | Noorwegen           |
| 2 punten  | Verenigd Koninkrijk |
| 1 punt    | Malta               |